# Justicia maingayi
Justicia maingayi är en akantusväxtart som beskrevs av C. B. Cl.. Justicia maingayi ingår i släktet Justicia och familjen akantusväxter. Inga underarter finns listade i Catalogue of Life.